# 埃塔朗 (旧市镇)
埃塔朗（法語：Étalans，法語發音：[etalɑ̃]）是法国杜省的一个旧市镇，属于蓬塔利耶区。2017年，埃塔朗与市镇沙博尼耶尔莱萨潘和韦里耶尔-迪格罗布瓦合并为新的埃塔朗。

## 地理
埃塔朗（47°9'5"N, 6°16'6"E）面积23.95 平方千米，位于法国勃艮第-弗朗什-孔泰大區杜省，该省份为法国东部内陆省份，北起上索恩省，西接汝拉省，东部及东南部与瑞士接壤，东北部与贝尔福地区省接壤。
与埃塔朗接壤的市镇（或旧市镇、城区）包括：韦里耶尔-迪格罗布瓦、瓦尔达翁。

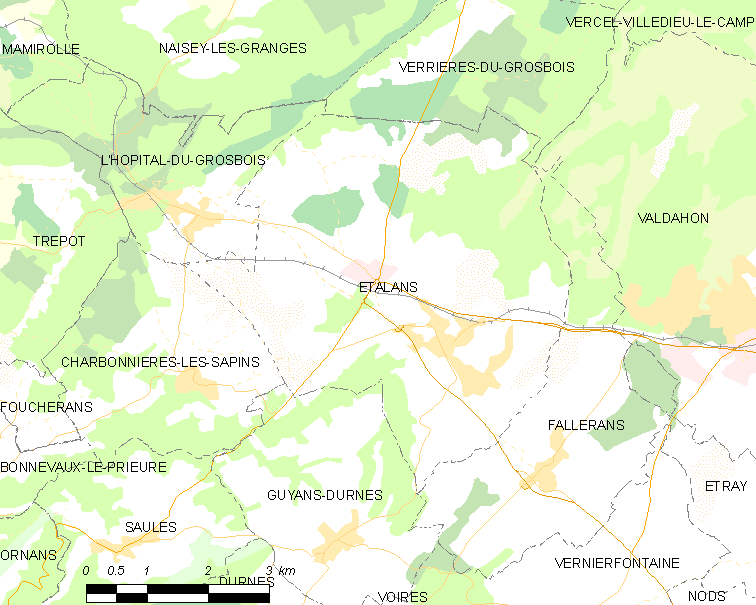
的OSM定位图

埃塔朗的时区为UTC+01:00、UTC+02:00（夏令时）。

## 行政
埃塔朗的邮政编码为25580，INSEE市镇编码为25222。

## 政治
埃塔朗所属的省级选区为瓦尔达翁县。

## 人口

1962-2008年间人口变化图示

埃塔朗于2016年1月1日时的人口数量为1577人。